# Andrzej Gomułowicz
Andrzej Gomułowicz (ur. 12 lipca 1951) – polski prawnik, specjalista w zakresie prawa podatkowego, profesor nauk prawnych, kierownik Katedry Prawa Finansowego Wydziału Prawa i Administracji Uniwersytetu im. Adama Mickiewicza w Poznaniu. 

## Życiorys
Stopień doktorski otrzymał na podstawie rozprawy pt. Kredyt konsumpcyjny jako źródło finansowania potrzeb ludności (1977), której promotorem był Wojciech Łączkowski. Habilitował się na podstawie oceny dorobku naukowego oraz pracy zatytułowanej Przerzucalność podatku obrotowego w Polskiej Rzeczypospolitej Ludowej (1988). Tytuł naukowy profesora nauk prawnych został mu nadany w 2001 roku.
Jest członkiem Biura Orzecznictwa Naczelnego Sądu Administracyjnego, rady programowej miesięcznika „Prawo i Podatki” oraz zastępcą redaktora naczelnego Zeszytów Naukowych Sądownictwa Administracyjnego. Był członkiem Komisji Dyscyplinarnej do spraw nauczycieli akademickich przy Radzie Głównej Szkolnictwa Wyższego oraz Sekcji I - Nauk Humanistycznych i Społecznych Centralnej Komisji ds. Stopni i Tytułów w kadencji 2013−2016. Wykładowca Collegium Polonicum w Słubicach. Zasiada w radzie nadzorczej Fundacji Uniwersytetu im. Adama Mickiewicza.
Uchwałą Krajowej Rady Sądownictwa z 5 lutego 2018 otrzymał Medal „Zasłużony dla Wymiaru Sprawiedliwości – Bene Merentibus Iustitiae”
W 2017 opublikował artykuł Tak powstaje dyktatura – jak PiS buduje ustój totalitarny, a w 2018 Oblicze polskiej dyktatury.
Razem z Włodzimierzem Nykielem jest współautorem projektu Karty Praw Podatnika (2019), zbioru podstawowych praw podatników, którym odpowiadają obowiązki organów podatkowych.